# Fire Emblem Warriors: Three Hopes
Fire Emblem Warriors: Three Hopes (ファイアーエムブレム無双 風花雪月?, Faiā Emuburemu Musō: Fūkasetsugetsu) è un videogioco di ruolo d'azione hack and slash sviluppato da Omega Force e pubblicato da Koei Tecmo e Nintendo per Nintendo Switch. Fa parte della serie Fire Emblem, creata da Intelligent Systems ed è sia uno spin-off di Fire Emblem: Three Houses (2019) che un seguito di Fire Emblem Warriors (2017). Inoltre, a livello di meccaniche di gioco, è un crossover tra Fire Emblem e il franchise Dynasty Warriors di Koei Tecmo. Il gioco è stato annunciato durante il Nintendo Direct del 9 febbraio 2022, ed è stato reso disponibile in tutto il mondo il 24 giugno 2022.
Three Hopes è ambientato nello stesso universo di Three Houses; sebbene i personaggi e gli elementi della storia del gioco originale siano ampiamente presenti, si svolge in una linea temporale alternativa. Il protagonista di questa storia è un nuovo personaggio chiamato Shez. Quest'ultimo, un mercenario la cui squadra è stata decimata da Byleth in battaglia, si unisce all'accademia militare del monastero di Garreg Mach. 
Il giocatore può scegliere a quale delle tre classi dell'accademia unirsi, ciascuna comprende studenti di una delle tre nazioni del continente di Fódlan. Proprio come in Three Houses, le scelte fatte dal giocatore porteranno ad affrontare diversi percorsi narrativi e controllare personaggi giocabili variabili a seconda della situazione.

## Trama
Il gioco si svolge nel continente del Fódlan in una linea temporale alternativa a quella di Fire Emblem: Three Houses. Nella tradizione di Three Houses, il gioco ha tre trame uniche: Fuoco Scarlatto, Bagliore Celeste e Incendio Dorato, ognuna delle quali segue uno dei tre leader della casata. Si discosta dalla trama del gioco precedente in quanto Byleth, il personaggio giocabile di Fire Emblem: Three Houses, qui funge da antagonista. Three Hopes introduce nuovi personaggi al fianco di quelli introdotti in Three Houses, tra cui Shez, un mercenario incontrato in precedenza da Byleth, e Arval, un misterioso essere vestito di bianco che si oppone a Sothis.

## Modalità di gioco
Proprio come il suo predecessore, Fire Emblem Warriors: Three Hopes è un gioco di ruolo d'azione hack-and-slash con un gameplay simile alla serie Dynasty Warriors. I giocatori controllano i personaggi di Fire Emblem: Three Houses tra cui Edelgard, Dimitri, Claude e un nuovo personaggio, Shez, il cui aspetto può essere personalizzato sia al maschile che al femminile.

## Pubblicazione
Il gioco è stato inizialmente annunciato durante il Nintendo Direct del 9 febbraio 2022 con un trailer che rivelava il ritorno dei personaggi di Byleth, Edelgard, Dimitri e Claude. Il 12 aprile 2022 è stato pubblicato un trailer intitolato Mysterious Mercenary, che annunciava ulteriori informazioni: Byleth avrebbe ricoperto il ruolo di antagonista, Shez sarebbe stato il nuovo protagonista personalizzabile anche nel sesso, Hubert, Dedue e Hilda sarebbero stati personaggi giocabili e il gioco avrebbe presentato tre percorsi narrativi divergenti, simili a Three Houses. Nel corso di maggio 2022, sono usciti altri tre trailer incentrati rispettivamente sulle Aquile Nere, i Leoni Blu e i Cervi Dorati, ognuno dei quali rivelava i design aggiornati per tutti gli studenti di Three Houses. L'8 giugno 2022 è stato reso pubblico un trailer finale che confermava il ritorno del gruppo di personaggi Lupi Cinerei, originari del DLC Ombre Cineree di Three Houses. Nello stesso giorno è stata resa disponibile una demo sul servizio Nintendo eShop, che permetteva di giocare fino al capitolo 4.
Three Hopes, insieme a AI: The Somnium Files - nirvanA Initiative, sono stati gli ultimi videogiochi a presentare la voce del doppiatore statunitense Billy Kametz, morto di cancro al colon il 9 giugno 2022. Entrambi i giochi sono stati pubblicati solo 2 settimane dopo la sua morte.